# Onthophagus cinctipennis
Onthophagus cinctipennis är en skalbaggsart som beskrevs av Max Quedenfeldt 1884. Onthophagus cinctipennis ingår i släktet Onthophagus och familjen bladhorningar. Inga underarter finns listade i Catalogue of Life.